# Manfred Jenke
Manfred Jenke (* 4. April 1931 in Istanbul; † 4. März 2018 in Berlin) war ein deutscher Journalist und Publizist.

## Leben
Jenke wurde 1931 als Sohn eines deutschen Kaufmanns in der Türkei geboren. Er wuchs in Berlin und nach 1945 in Hannover auf. Jenke begann seine journalistische Karriere bei der Tageszeitung Hannoverschen Presse. Danach berichtete er für ein Jahr als Auslandskorrespondent aus Südafrika. Von 1953 bis 1956 war er Redakteur der gewerkschaftseigenen (DGB) Wochenzeitung Welt der Arbeit in Köln.
1956 wechselte er zum Norddeutschen Rundfunk (NDR), wo er  Leiter für Presse- und Öffentlichkeitsarbeit wurde. 1963 moderierte er mehrfach das Politmagazin Panorama. Von 1974 bis 1993 war er Hörfunkdirektor des Westdeutschen Rundfunks Köln. Außerdem war er von 1976 bis 1993 ARD-Vertreter bei der Radio-Programm-Kommission der Europäischen Rundfunkunion (EBU). Zusätzlich war er zweimal Vorsitzender der ARD-Hörfunk-Kommission. Von 1994 bis 1997 war er Mitglied des Hörfunkrats bei Deutschlandradio.
Er war seit 1998 Präsident des Kuratoriums der Akademie für Publizistik Hamburg.
Jenke war verheiratet und hat zwei Kinder.

## Auszeichnungen
- 1992: Verdienstorden des Landes Nordrhein-Westfalen
- 1994: Bundesverdienstkreuz 1. Klasse

## Schriften (Auswahl)
- Zur Geschichte des 1. Mai. Ereignisse der geschichtlichen Entwicklung des 1. Mai. Bund-Verlag, Köln 1959.
- Verschwörung von rechts? Ein Bericht über den Rechtsradikalismus in Deutschland nach 1945. Colloquium Verlag, Berlin 1961.
- Die nationale Rechte. Parteien, Politiker, Publizisten. Colloquium Verlag, Berlin 1967.
- Medien für Menschen. Texte 1963–1993 (= Beiträge zur Kultur und Politik der Medien, Band 1). Kohlhammer, Köln 1993, ISBN 3-17-013031-5.
- (Hrsg.) Bundesweit und werbefrei. Zehn Jahre DeutschlandRadio. Vistas, Berlin 2003, ISBN 3-89158-379-6.

## Belege
1. ↑  Früherer WDR-Hörfunkdirektor Manfred Jenke gestorben. dpa-Artikel bei t-online.de, 5. März 2018, abgerufen am 6. März 2018.

| Personendaten    | Personendaten                      |
| ---------------- | ---------------------------------- |
| NAME             | Jenke, Manfred                     |
| KURZBESCHREIBUNG | deutscher Journalist und Publizist |
| GEBURTSDATUM     | 4. April 1931                      |
| GEBURTSORT       | Istanbul                           |
| STERBEDATUM      | 4. März 2018                       |
| STERBEORT        | Berlin                             |